# Riza Sapunxhiu
Riza Sapunxhiu (Sapundžiju), serb. Риза Сапунџију (ur. 15 marca 1925 w Peciu, zm. 6 września 2008 tamże) – jugosłowiański (kosowski) działacz komunistyczny i ekonomista, w latach 1980–1982 przewodniczący Rady Wykonawczej (premier) Socjalistycznej Prowincji Autonomicznej Kosowo, w latach 1989–1991 członek Prezydium SFR Jugosławii.

## Życiorys
Z pochodzenia Albańczyk z Kosowa. Absolwent Wydziału Ekonomicznego Uniwersytetu w Belgradzie. Uczestniczył w wyzwalaniu Jugosławii pod koniec II wojny światowej. W 1945 wstąpił do Związku Komunistów Jugosławii, działał w ramach Związku Komunistów Kosowa i był jego reprezentantem w Komitecie Centralnym ZKJ. Zajmował różne stanowiska w administracji partyjnej i państwowej, m.in. wiceprzewodniczącego rady gminy Peć, członka władz prowincjonalnych Socjalistycznego Sojuszu Ludu Pracującego i sekretarza ds. ekonomicznych w prowincji autonomicznej. Kierował kombinatem chemiczno-energetyczno-górniczym w mieście Obilić.
Zajmował stanowisko wiceprzewodniczącego Rady Wykonawczej (wicepremiera) Socjalistycznej Prowincji Autonomicznej Kosowo. W maju 1980 lub wrześniu 1981 został przewodniczącym tej rady (premierem), pełnił funkcję do maja 1982. W 1981 odbył historyczną wizytę w Albanii jako szef delegacji Kosowa. Następnie w 1982 przeszedł do pracy w Banku Światowym. W maju 1989 wybrany jako przedstawiciel Kosowa do Prezydium Socjalistycznej Republiki Jugosławii. Utracił stanowisko w marcu 1991 na wniosek Slobodana Miloševicia, stało się to kilka dni po nieskutecznym głosowaniu Prezydium nad wprowadzeniem stanu wyjątkowego (w trybie nieprzewidzianym konstytucją zastąpił go Sejdo Bajramović).
Wystąpił w serialu dokumentalnym Śmierć Jugosławii (1995).